# پیراآرایه‌شناسی
پیراآرایه‌شناسی (به انگلیسی: Parataxonomy) یک سیستم تقسیم کار برای استفاده در پژوهش‌های تنوع زیستی است که در آن وظایف دسته‌بندی اولیه نمونه‌های جمع‌آوری‌شده، شناسایی میدانی، مستندسازی و حفظ توسط افراد عمدتاً محلی و کمتر متخصص انجام می‌شود و در نتیجه بار کاری «آلفا» یا «آلفا» برای استاد" آرایه‌شناس کاهش می‌یابد. پیراآرایه‌شناسی ممکن است برای بهبود کارایی آرایه‌شناسی مورد استفاده قرار گیرد، زیرا به آرایه‌شناسان متخصص بیشتری این توانایی را می‌دهد تا فعالیت خود را به وظایفی محدود کنند که به دانش و مهارت‌های تخصصی آنها نیاز دارد و این پتانسیل را دارد تا سرعت توصیف گونه‌های جدید و دسته‌بندی گونه‌های موجود را شتاب بخشد. پیراآرایه‌شناسان عموماً در این زمینه کار می‌کنند و نمونه‌های جمع‌آوری‌شده را در واحدهای آرایه‌شناسی قابل تشخیص (RTUs) بر اساس ویژگی‌های قابل تشخیص آسان مرتب می‌کنند. این فرایند می‌تواند به تنهایی برای ارزیابی سریع تنوع زیستی بهره‌برداری شود.